# Kuakata
Kuakata (bengalisch কুয়াকাটা)  ist eine Stadt im Patuakhali-Distrikt im Süden Bangladeschs, die für ihren panoramischen Meeresstrand Kuakata bekannt ist. Der Strand von Kuakata ist eine 18 km lange und 3 km breite Sandfläche. Der Strand bietet einen ungehinderten Blick auf den Sonnenaufgang und den Sonnenuntergang über der Golf von Bengalen.

## Etymologie
Der Name Kuakata leitet sich vom Wort „kua“ ab – dem bengalischen Wort für „Brunnen“, der von den frühen Siedlern der Arakanesen (burmesische Stämme) auf der Suche nach Trinkwasser am Meeresufer gegraben wurde. Sie landeten im späten 18. Jahrhundert an der Küste von Kuakata, nachdem sie von den burmesischen Extremisten aus Arakan (Myanmar) vertrieben worden waren. Seitdem ist es zur Tradition geworden, in den Wohngebieten der Rakhine-Stämme Brunnen zur Wassergewinnung zu graben.

## Galerie

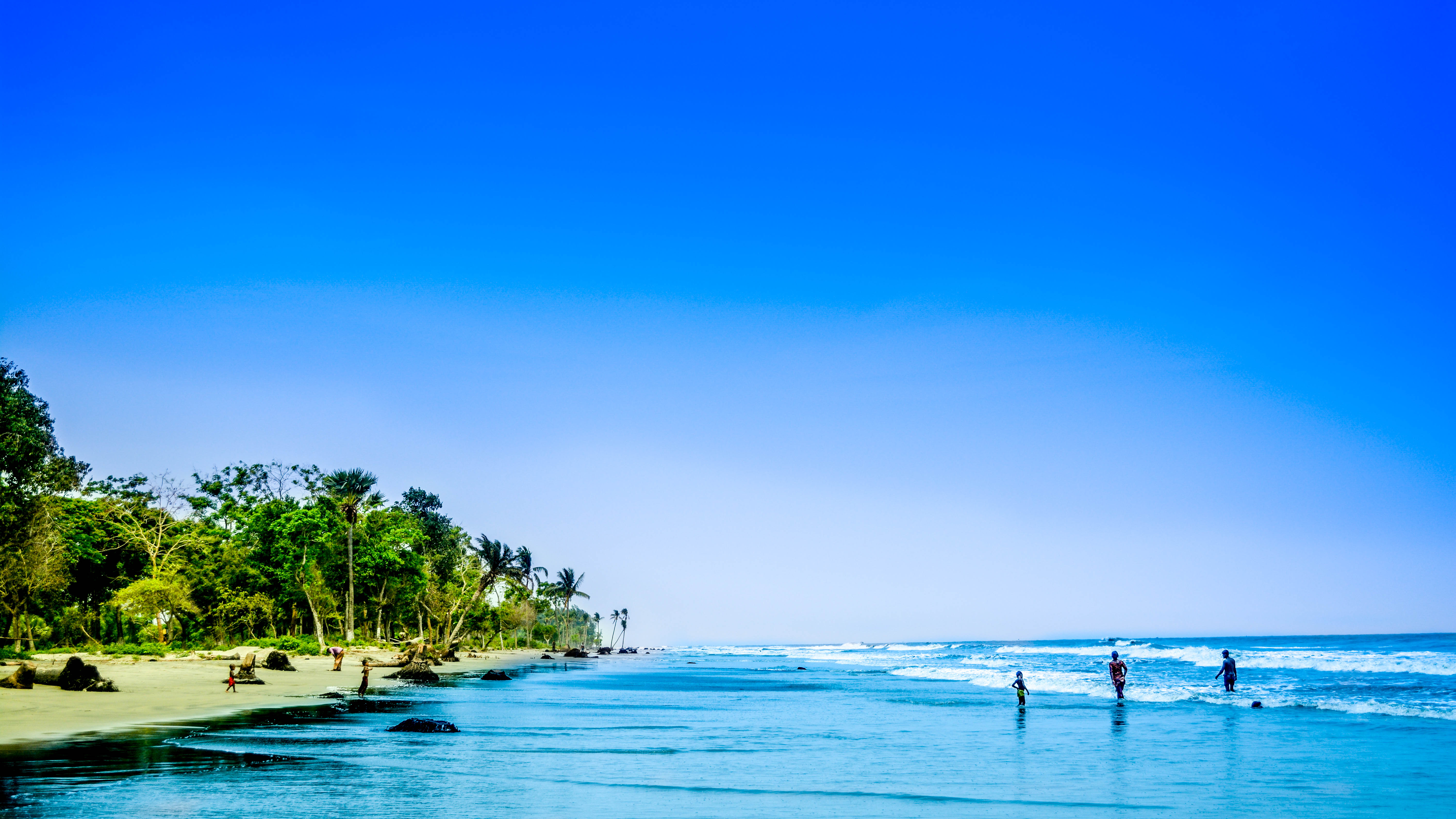
Kuakata-Strand
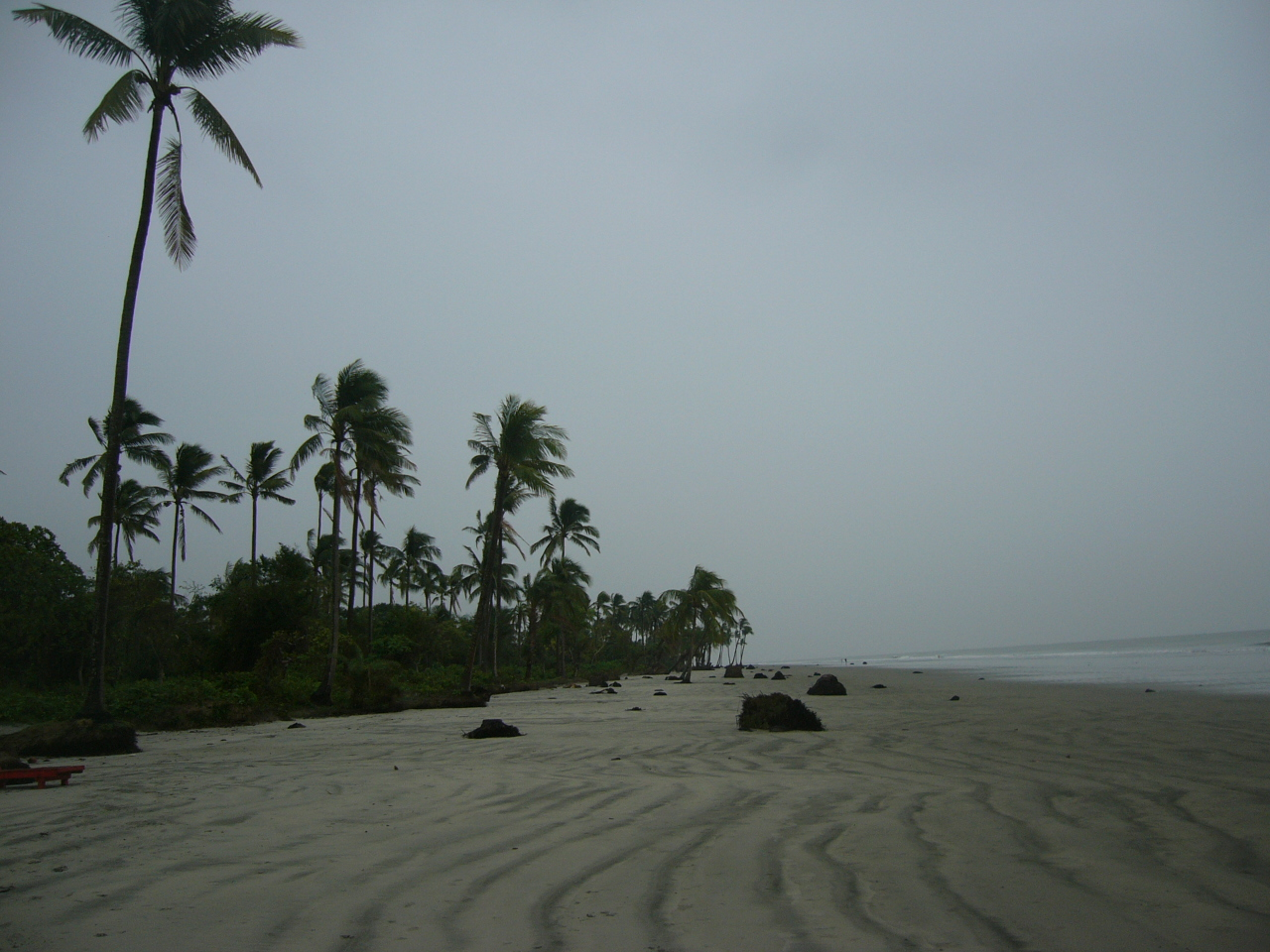
Strand
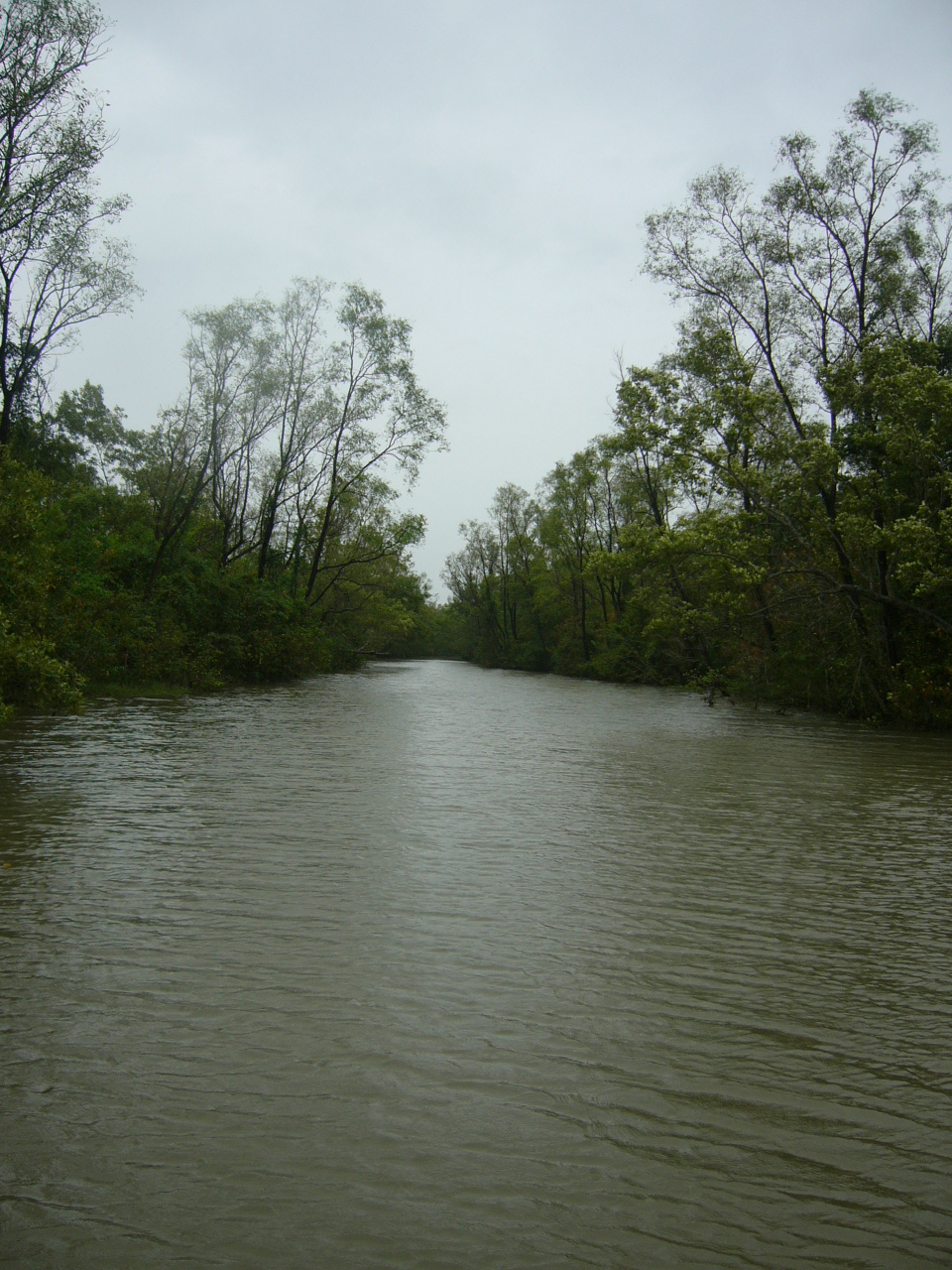
Mangrovenwald
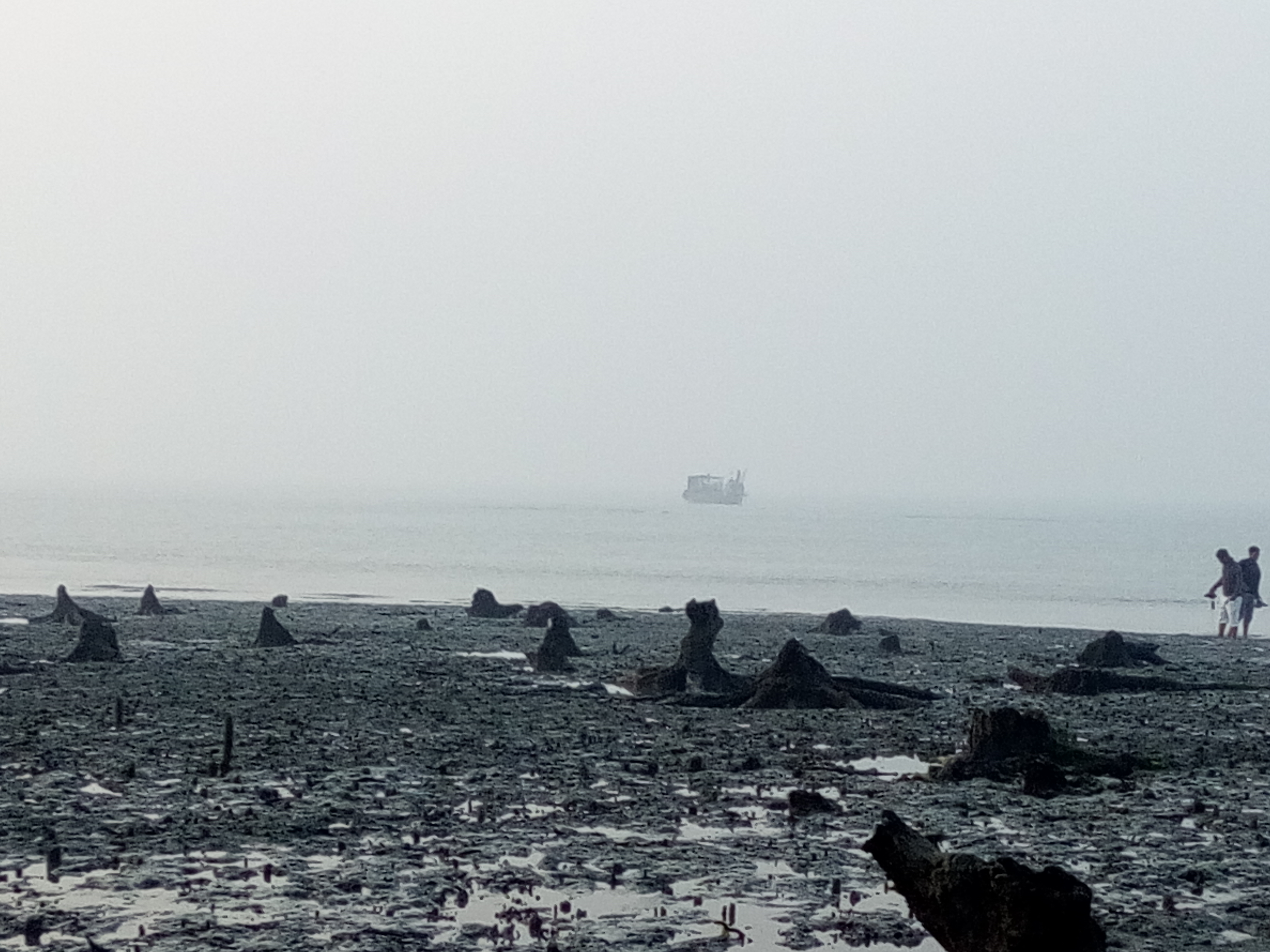
Kuakata am frühen Morgen
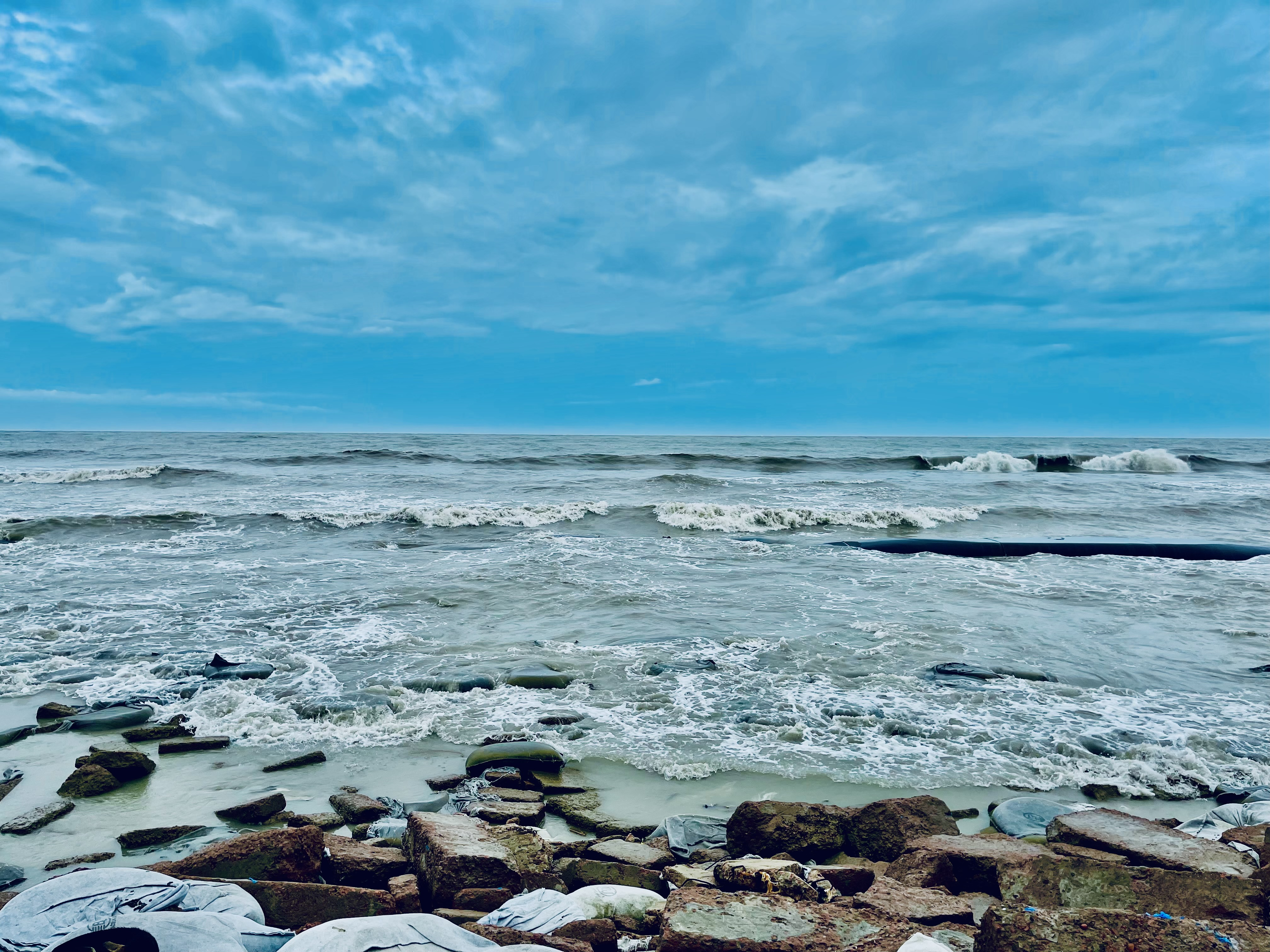
Kuakata-Strand
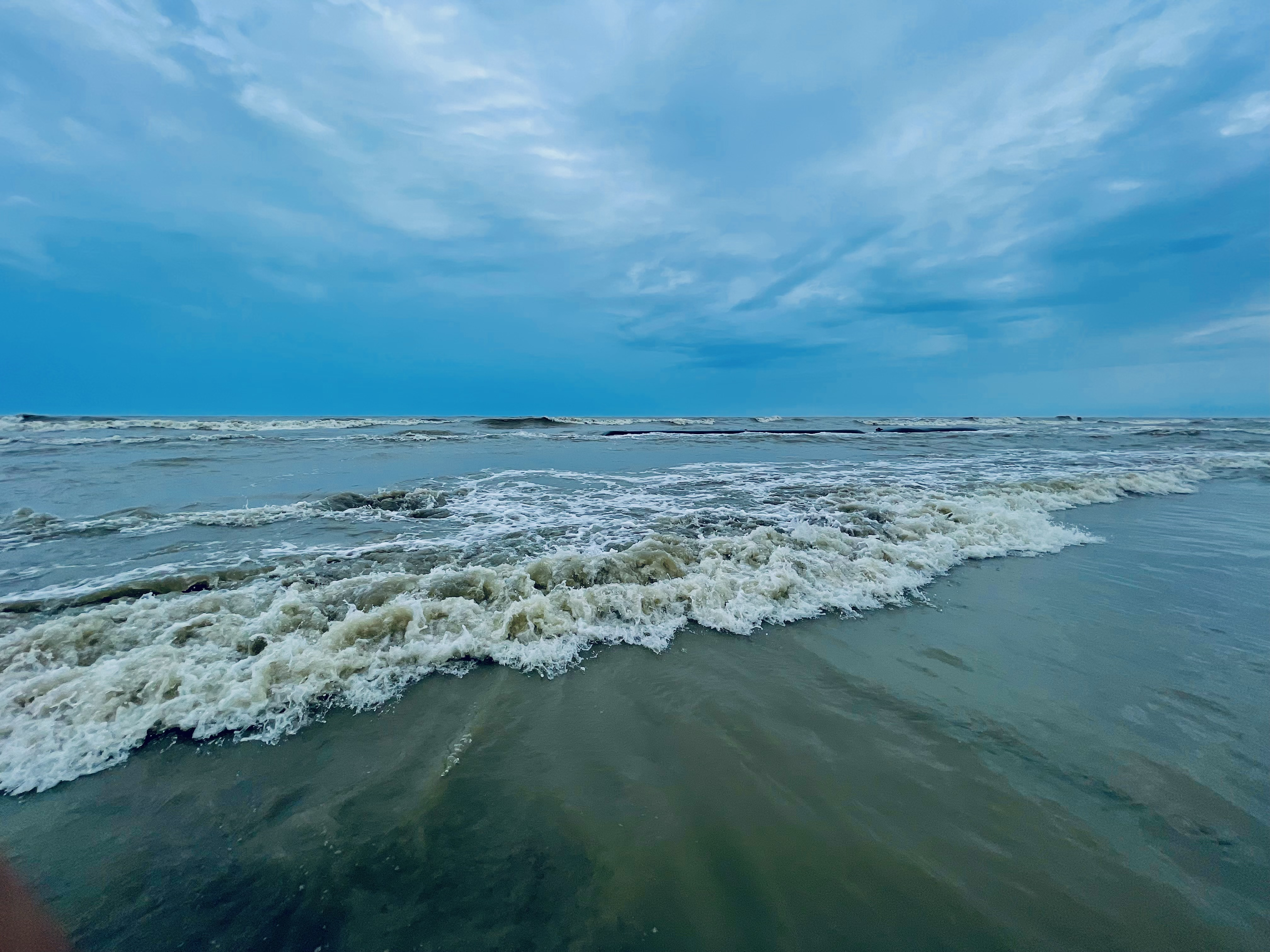
Kuakata Sea Beach
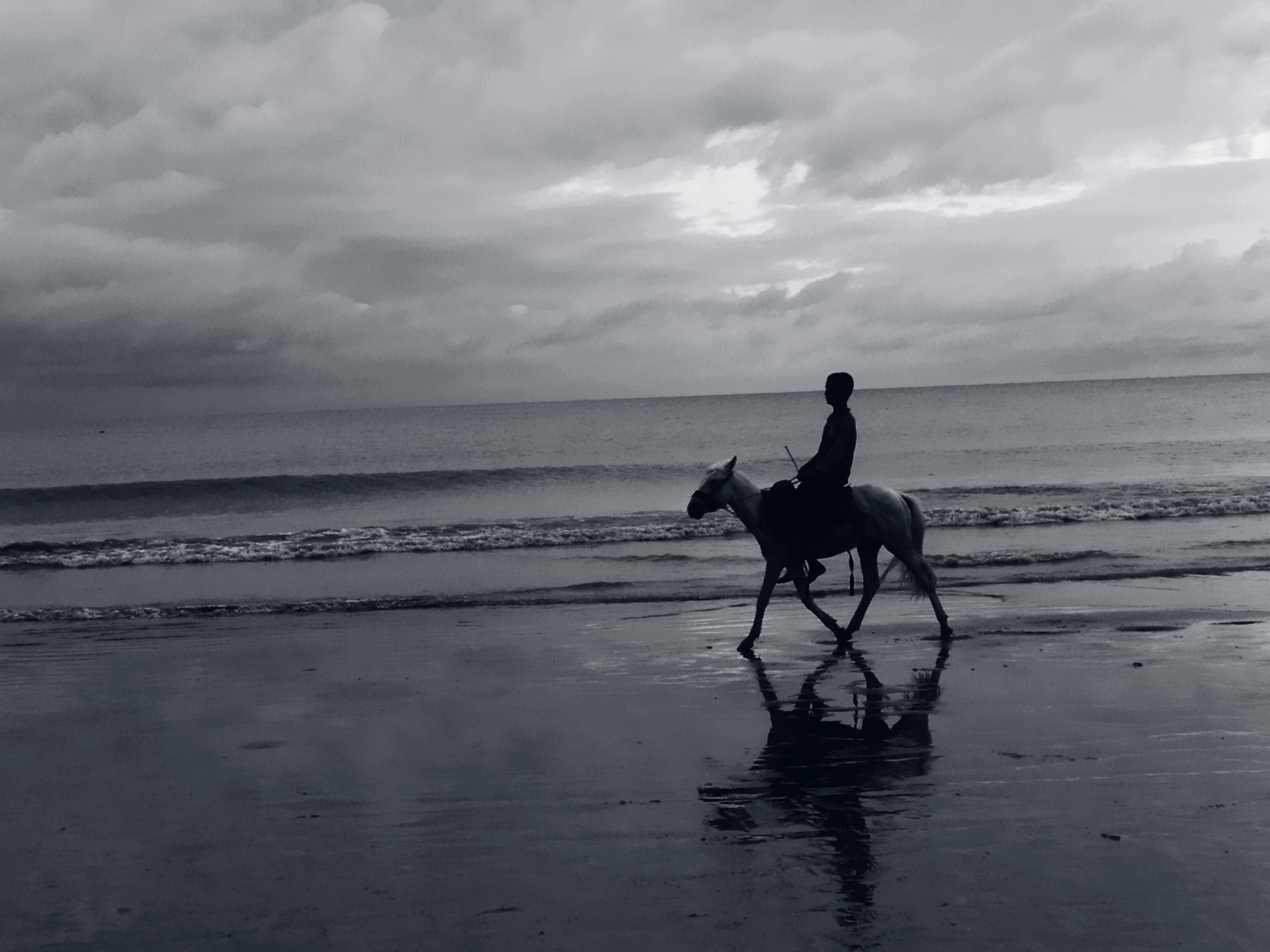
Ein Reiter streift am Strand von Kuakata umher.
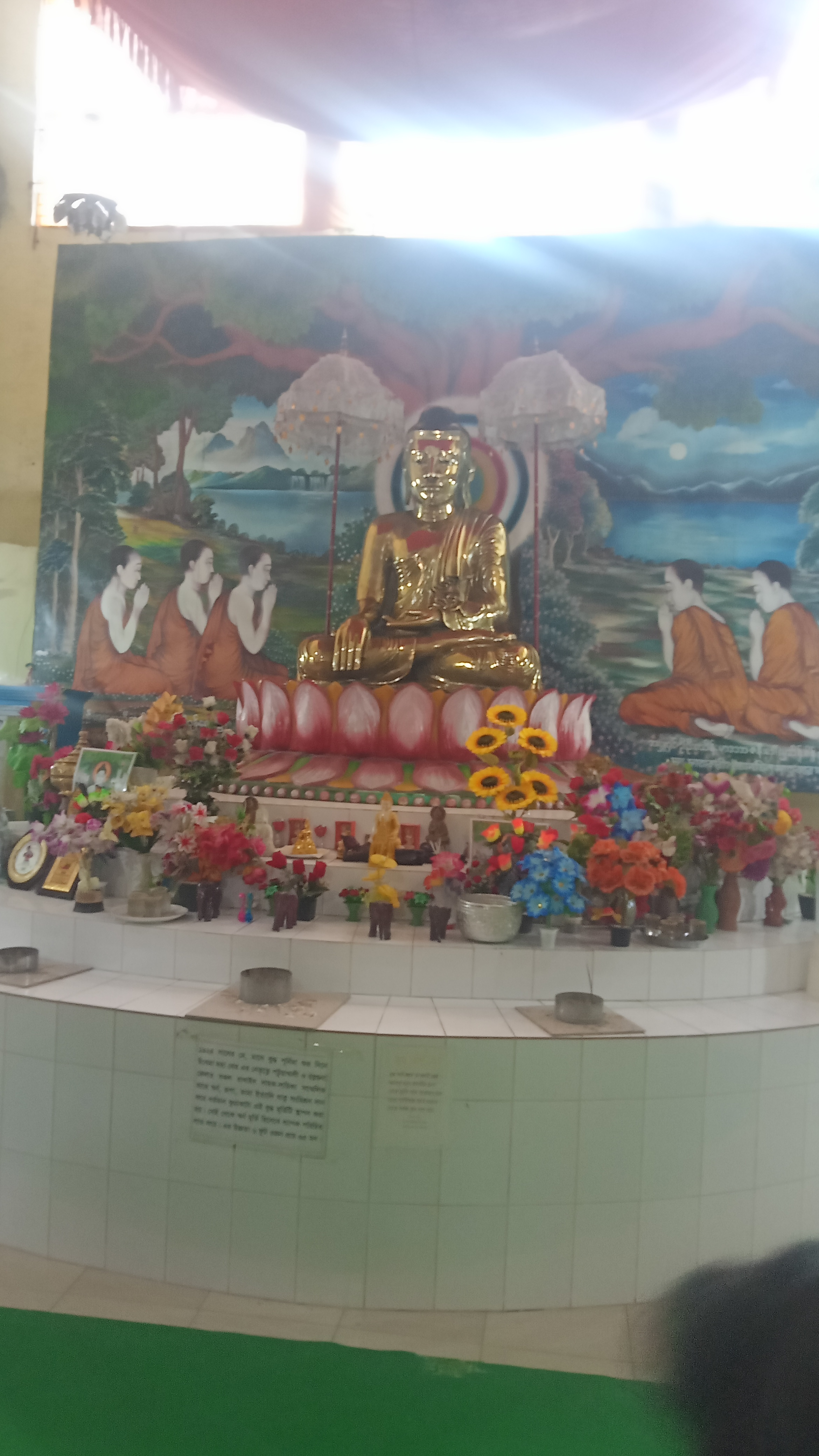
Buddha-Statue von Srimangal Buddha Vihar in Kuakata